# Julio Adolfo Cozzi
Julio Adolfo Cozzi (Buenos Aires, 14 de juliol de 1922) fou un futbolista argentí retirat que jugava de porter.

## Trajectòria
Cozzi començà la seva carrera l'any 1941 al Club Atlético Platense, on jugà fins a 1949 quan s'uní al Millonarios de Colòmbia, on jugaven els seus compatriotes Alfredo di Stéfano i Adolfo Pedernera. Retornà a Platense el 1955, i jugà a Independiente entre 1956 i 1959, acabant la seva carrera al Banfield de la segona divisió.
Amb la selecció argentina guanyà la Copa Amèrica de futbol de l'any 1947.
Morí a Buenos Aires el 25 de setembre de 2011, d'un atac al cor, a la Fundació Favaloro. Tenia 89 anys.

## Palmarès
Argentina
- Copa Amèrica de futbol: 1947

Millonarios
- Lliga colombiana de futbol: 1949, 1951, 1952, 1953
- Copa Colòmbia: 1952-53
- Petita Copa del Món: 1953